# Lloseta
Lloseta település Spanyolországban, a Baleár-szigeteken. Lloseta Alaró, Mancor de la Vall, Selva, Inca és Binissalem községekkel határos. Lakosainak száma 6456 fő (2024).

## Népesség
A település népessége az elmúlt években az alábbi módon változott:
| Lakosok száma | 4736 | 5180 | 5375 | 5704 | 5703 | 5686 | 5710 | 5988 | 6250 | 6456 |
|               | 2001 | 2004 | 2006 | 2009 | 2011 | 2014 | 2016 | 2019 | 2021 | 2024 |